# Jari-Matti Latvala
Jari-Matti Latvala (Töysä, Finlàndia, 3 d'abril de 1985) és un pilot finlandès de ral·lis retirat que competia al Campionat Mundial de Ral·lis, on va ser subcampió els anys 2010, 2014 i 2015, aconseguint guanyar 16 ral·lis i aconseguint 57 podis al llarg dels 165 ral·lis que disputà.

## Trajectòria

### Inicis
Latvala va començar a conduir quan tenia tan sols vuit anys, quan va rebre un Ford Escort del seu pare, Jari Latvala, que també era un pilot de ral·lis, guanyador del Grup N nacional l'any 1994. Quan tenia deu anys va començar a practicar amb un Opel Ascona en un llac gelat.
El seu primer ral·li mundial en el que va participar va ser al ral·li de Gal·les, amb 17 anys, quedant 17è amb un Mitsubishi Lancer. El 2003, va completar quatre ral·lis del WRC amb un Ford Focus WRC, finalitzant desè al ral·li d'Acròpolis i al ral·li de Gal·les, catorzè al ral·li de Finlàndia i dissetè al ral·li d'Alemanya.
El 2004 Latvala va participar en el Campionat Júnior Súper 1600. La seva millor posició va ser 21è al Tour de Còrsega amb un Subaru Impreza del Grup N. L'any 2005, va córrer en nou ral·lis; sis amb l'Impreza Grup N i tres amb un World Rally Car. El seu millor resultat va ser 16è, aconseguint-lo tres cops: al ral·li de Suècia, al Tour de Còrsega i al ral·li de Sardenya.
El 2006, Latvala va completar 11 ral·lis: sis, amb el Subaru Impreza Grup N, quatre amb un Ford Focus WRC i al ral·li de Finlàndia, amb un Toyota Corolla WRC. Per al 2007, disputà sencer el campionat mundial de ral·lis amb l'escuderia Stobart M-Sport Ford Rally Team, finalitzant el certàmen en 8a posició i deixant grans actuacions com un 3r lloc al Ral·li d'Irlanda, fet que li valé per ser fitxat pel Ford World Rally Team, l'equip oficial Ford, per la següent temporada.

### Ford (2008-2012)
La temporada 2008 queda integrat a l'equip Ford, tenint com a company d'equip de Mikko Hirvonen, finalitzà en 4a posició del Campionat Mundial de Ral·lis de 2008, aconseguint, a més, la victòria en el Ral·li de Suècia. La temporada 2009 novament acaba 4t del Mundial, guanyant a més a més el Ral·li de Sardenya.
L'any 2010 acabaria subcampió Mundial, tan sols superat per Sébastien Loeb amb Citroën. La següent temporada finalitzaria 4t del Mundial i la 2012 3r.
Al finalitzar la temporada 2012 Ford anuncia la seva retirada del Campionat Mundial, amb el que Latvala es queda sense equip.

### Volkswagen (2013-2016)
A partir de la temporada 2013 Latvala s'incorpora al equip oficial Volkswagen, on compartirà equip amb Sébastien Ogier. Aquella primera temporada finalitzaria en 3a posició final del Mundial per darrere de Sébastien Ogier i Thierry Neuville.
La temporada 2014 finalitzaria de nou subcampió Mundial, resultat que repetiria al 2015, en totes dues ocasions superat pel seu company d'equip Sébastien Ogier.
L'any 2016 finalitzaria el Mundial en 6a posició, guanyant això si el Ral·li de Mèxic. Al finalitzar la temporada Volkswagen anunciaria la seva retirada del Campionat Mundial, amb el que Latvala es tornava a quedar sense equip.

### Toyota (2017-2019)
Latvala s'incorpora a partir de la temporada 2017 al nou projecte de Toyota pel Campionat Mundial amb un Toyota Yaris WRC. Les dues primeres temporades a Toyota aconsegueix finalitzar 4t del Mundial, imposant-se al Ral·li de Suècia del 2017 i al Ral·li d'Austràlia del 2018.
La temporada 2019 realitzaria la seva última temporada al Mundial, finalitzant en 6a posició i anunciant la seva retirada professional.

## Victòries al WRC
| Núm. vict. | Ral·li                     | Any                    |
| ---------- | -------------------------- | ---------------------- |
| 4          | Ral·li de Suècia           | 2008, 2012, 2014, 2017 |
| 3          | Ral·li de Finlàndia        | 2010, 2014, 2015       |
| 2          | Ral·li de la Gran Bretanya | 2011, 2012             |
| 1          | Ral·li de Sardenya         | 2009                   |
| 1          | Ral·li de Nova Zelanda     | 2010                   |
| 1          | Ral·li Acròpolis           | 2013                   |
| 1          | Ral·li de l'Argentina      | 2014                   |
| 1          | Ral·li d'Alsàcia           | 2014                   |
| 1          | Ral·li de Portugal         | 2015                   |
| 1          | Tour de Còrsega            | 2015                   |
| 1          | Ral·li de Mèxic            | 2016                   |
| 1          | Ral·li d'Austràlia         | 2018                   |